# Monosèmia
Una paraula monosèmica és aquella que només té un únic significat.
El signe lingüístic és format per: significant i significat; sent el significant l'estímul visual (paraula) i el significat la idea que representa. Per tant, una paraula monosèmica és la que designa la relació d'un sol significat associat a un significant.
Són escasses i normalment pertanyen al camp tècnic, al llenguatge científic, perquè cerquen precisió i exactitud. Per exemple: hipotenusa, hemoglobina, subrogació…